# Сідорувка (Підляське воєводство)
Сідорувка (пол. Sidorówka) — село в Польщі, у гміні Єленево Сувальського повіту Підляського воєводства.
Населення — 103 особи (2011).
У 1975-1998 роках село належало до Сувальського воєводства.

## Демографія
Демографічна структура станом на 31 березня 2011 року:
|          | Загалом | Допрацездатний вік | Працездатний вік | Постпрацездатний вік |
| -------- | ------- | ------------------ | ---------------- | -------------------- |
| Чоловіки | 57      | 20                 | 28               | 9                    |
| Жінки    | 46      | 15                 | 20               | 11                   |
| Разом    | 103     | 35                 | 48               | 20                   |